# LK-60Ya級原子力砕氷船
LK-60Ya級原子力砕氷船 (ロシア語: ЛК-60Я) は、ロシアの原子力砕氷船である。公称船型は22220型砕氷船で、計画時点で史上最大かつ最強の砕氷船であった。当初3隻が発注され、後に2隻が追加された。バルチック造船所で建造されており、2022年1月現在、2隻が就役、1隻が進水、2隻が建造中である。一番船 アルクティカは2020年11月14日にムルマンスクを出港し、初の実用航海でカラ海に向かった。二番船 シビーリは2021年12月24日に就役した。

## 歴史
一番船 アルクティカ (Арктика –北極圏) は2013年11月に起工し、2019年に就役予定とされたが、搭載機器の調達遅れのため2020年にずれ込んだ。2016年6月16日に進水し、50リェート・パベードゥイを超え史上最大・最強の砕氷船となった。2019年10月4日には原子炉が初臨界を達成し、同年12月12日から海上公試が進められた。2020年10月21日に国籍旗掲揚式が行われて就役し、2020年11月14日に初の実用航海に出航した。
二番船 シビーリ (Сибирь –シベリア) は2015年5月26日にバルチック造船所で起工した。2016年7月1日には、約1/3が完成していたシビーリの船体（3,500トン）は、前月に進水したアルクティカが据えられていた場所まで125メートル移動された。これは、三番船 ウラルを建造するため場所を空ける必要があったからである。2021年12月24日に最終検収書の調印が行われて就役した。
三番船 ウラル (Урал –ウラル山脈) は2016年7月25日に起工し、2019年5月25日に進水した。
2019年8月にはさらに2隻が追加建造されることになった。
四番船 ヤクーティヤ (Якутия –サハ共和国の別名) は2019年下半期に鋼材切断が始まり、キール据付は2020年5月26日に行われた。
五番船 チュコトカ (Чукотка –チュクチ自治管区) は2021年の建造開始を予定していたが、若干早まって2020年12月16日に起工した。

## 設計・建造
LK-60Ya級は全長173メートル (568 ft)、全幅34メートル (112 ft)、設計喫水10.5メートル (34 ft)、最小喫水は 8.55メートル (28.1 ft)である。喫水が2通り規定されているのは、北極海だけでなく極地の河口域でも運用できるようにするためである。排水量は33,540トン、バラストなしの場合は25,450トンである。
LK-60Ya級は、熱出力175MWの原子炉RITM-200を2基搭載している。軸出力は60MWで、LK-60Yaの60はこの軸出力に由来する。LK-60Ya級は、ロシア船級協会によりアイスクラス Icebreaker9 に分類されている。最大砕氷能力は3.0 m (9.8 ft)であり、ロシアの極地沿岸を航行する北極海航路での運用のため設計されている。

## 次世代型
2015年5月には、ロシアが新たな原子力砕氷船の概念設計について重要な決定を下した。国営原子力企業ロスアトムのセルゲイ・キリエンコ社長によると、新型砕氷船は最大4.5メートル（15フィート）の砕氷能力を持つという。新型砕氷船は、軸出力110MWで、LK-60Ya級の約2倍強力になる。このLK-110Ya級原子力砕氷船は、北極海航路を厳冬期を含めた通年にわたって航行することができる。設計は2016年に完了する見込みであり、全幅はタンカーより大きな50メートル (160 ft) となる。

## 同型船
| 船名         | 造船所           | 起工           | 進水          | 就役           | 状況   |
| ------------ | ---------------- | -------------- | ------------- | -------------- | ------ |
| アルクティカ | バルチック造船所 | 2013年11月5日  | 2016年6月16日 | 2020年10月21日 | 就役中 |
| シビーリ     | バルチック造船所 | 2015年5月26日  | 2017年9月22日 | 2021年12月24日 | 就役中 |
| ウラル       | バルチック造船所 | 2016年7月25日  | 2019年5月25日 | 2022年         | 進水   |
| ヤクーティヤ | バルチック造船所 | 2020年5月26日  |               | 2024年         | 建造中 |
| チュコトカ   | バルチック造船所 | 2020年12月16日 |               | 2027年         | 建造中 |